# 지존계상
1990년에 개봉한 홍콩 영화이다.

## 출연진

### 주연
- 알란 탐 : 레이 역
- 유덕화 : 빅 디 역
- 진백상

### 조연
- 진송용 : 호청산 역
- 이가흔 : 위니 역
- 나미미 : 미스 창 역
- 성규안 : 큰 바보 역
- 황추생 : 영싱 역
- 전풍 : 천영 역
- 서양자
- 장다오하이
- 매소혜 : 섹시 역
- 오영미